# Plainfield (Indiana)
Plainfield (Indiana) ist eine Town im Hendricks County des US-Bundesstaates Indiana. Das U.S. Census Bureau hat bei der Volkszählung 2020 eine Einwohnerzahl von 34.625 ermittelt.  

## Lage
Nach dem United States Census Bureau erstreckt sich die Stadt über eine Fläche von 46,7 km². Plainfield liegt an der Interstate 70, die vom US-Bundesstaat Utah nach Baltimore (Maryland) verläuft. Sie liegt auch an dem historischen U.S. Highway 40, die als einer der National Scenic Byways in den Vereinigten Staaten bezeichnet wird.  Plainfield ist etwa 25 Kilometer von Indianapolis, der Hauptstadt Indianas, entfernt.

## Geschichte
Das Gebiet um Plainfield herum war einmal ungezähmte Wildnis entlang des White Lick Creek und wurde von den Delaware-Indianern besiedelt. Nachdem ein Abkommen mit den Indianern abgeschlossen worden war, begannen europäische Pioniere, sich in dem Gebiet niederzulassen. Plainfield ist eine der ersten Gemeinden, die zu Beginn des 19. Jahrhunderts in der Mitte Indianas besiedelt wurden.

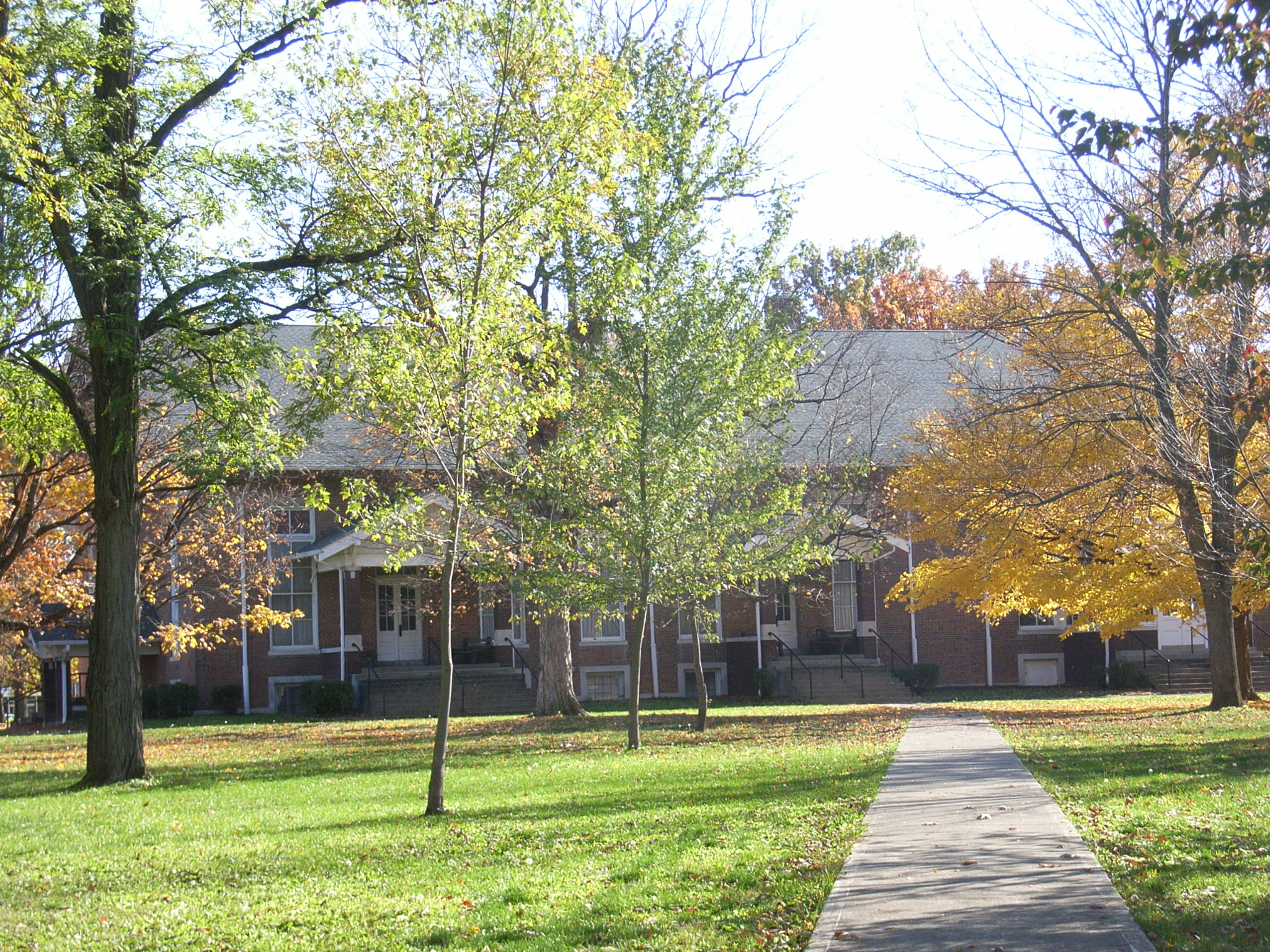
Das Plainfield Friends Meeting House, eine Quäkerkirche

Eine Fläche des Landes, das jetzt zu Plainfield gehört, kaufte Jeremiah Hadley im Jahre 1822. Zehn Jahre später verkaufte er sein Land an seinen Sohn, Elias Hadley. Im Jahre 1839 gründeten Levi Jessup und Elias Hadley die Stadt Plainfield.
Über die Jahre wurde Plainfield mehr und mehr mit den Quäkern assoziiert. Schnell prägten sie die bestehende Gemeinschaft und gründeten eine eigene Kirchengemeinde. 1858 bauten sie erstmals ein Gebetshaus auf der Main Street. Nach einem Brand wurde es wieder aufgebaut. Noch heute steht es auf demselben Platz. Aufgrund der großen Bedeutung, die die Quäker für die Entwicklung der Stadt hatten, wurde der Quäker das Maskottchen der Plainfield Highschool.

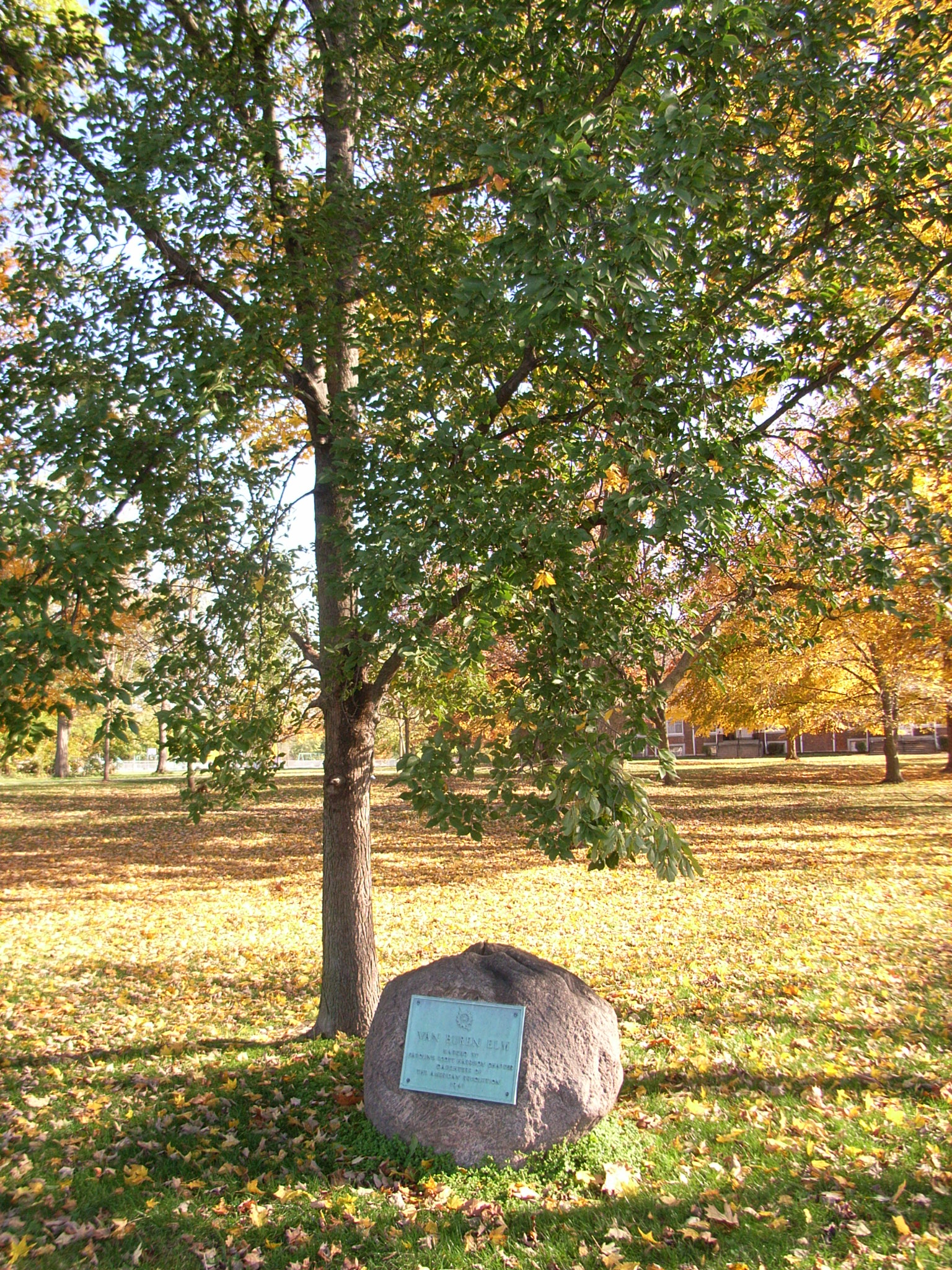
Die Van Buren Ulmen

Seit Langem verbindet man Plainfield mit der National Road, U.S. Highway 40, die in Plainfield als „Main Street“ bezeichnet wird. 1842 kam Plainfield in die nationalen Schlagzeilen, als Präsident Martin Van Buren absichtlich aus seiner Kutsche auf die Main Street geworfen wurde. Zuvor hatte Van Buren die Verbesserung der National Road abgelehnt und deswegen hatten die Bewohner Plainfields diesen Streich vorbereitet. Die Ulmen, deren Wurzeln den Sturz des Präsidentenwagens verursacht hatten, waren von nun an als die Van Buren Ulmen, die Van Buren Elm, bekannt.
1850 hatte Hendricks County 14.083 Einwohner. Aufgrund des nährstoffreichen Bodens entwickelte sich im County eine starke Landwirtschaft. Mais, Weizen, Hafer und Sojabohnen wurden zu den Märkten in Indianapolis und Cincinnati gebracht und dort verkauft. In 1914 wohnten zwei Drittel der Bevölkerung auf dem Lande und die Landwirte besaßen 90 Prozent des Countys. Als sich mehr und mehr Menschen in Hendricks County ansiedelten, entwickelten sich Plainfield sowie Danville und Brownsburg zu Wirtschaftszentren. Durch das ganze 20. Jahrhundert hindurch wuchs Plainfield beständig.
| Jahr      | 1980  | 1990   | 2000   | 2005   | 2010   | 2020   |
| --------- | ----- | ------ | ------ | ------ | ------ | ------ |
| Einwohner | 9.191 | 10.433 | 18.396 | 23.532 | 27.631 | 34.625 |

## In Plainfield geboren
- Forrest Tucker (1919–1986), Schauspieler
- William Temple Hornaday (1854–1937), Jäger, Präparator und Zoodirektor (in der Nähe geboren)
- Del Harris (* 1937), Basketballtrainer